# Rote Arbeit

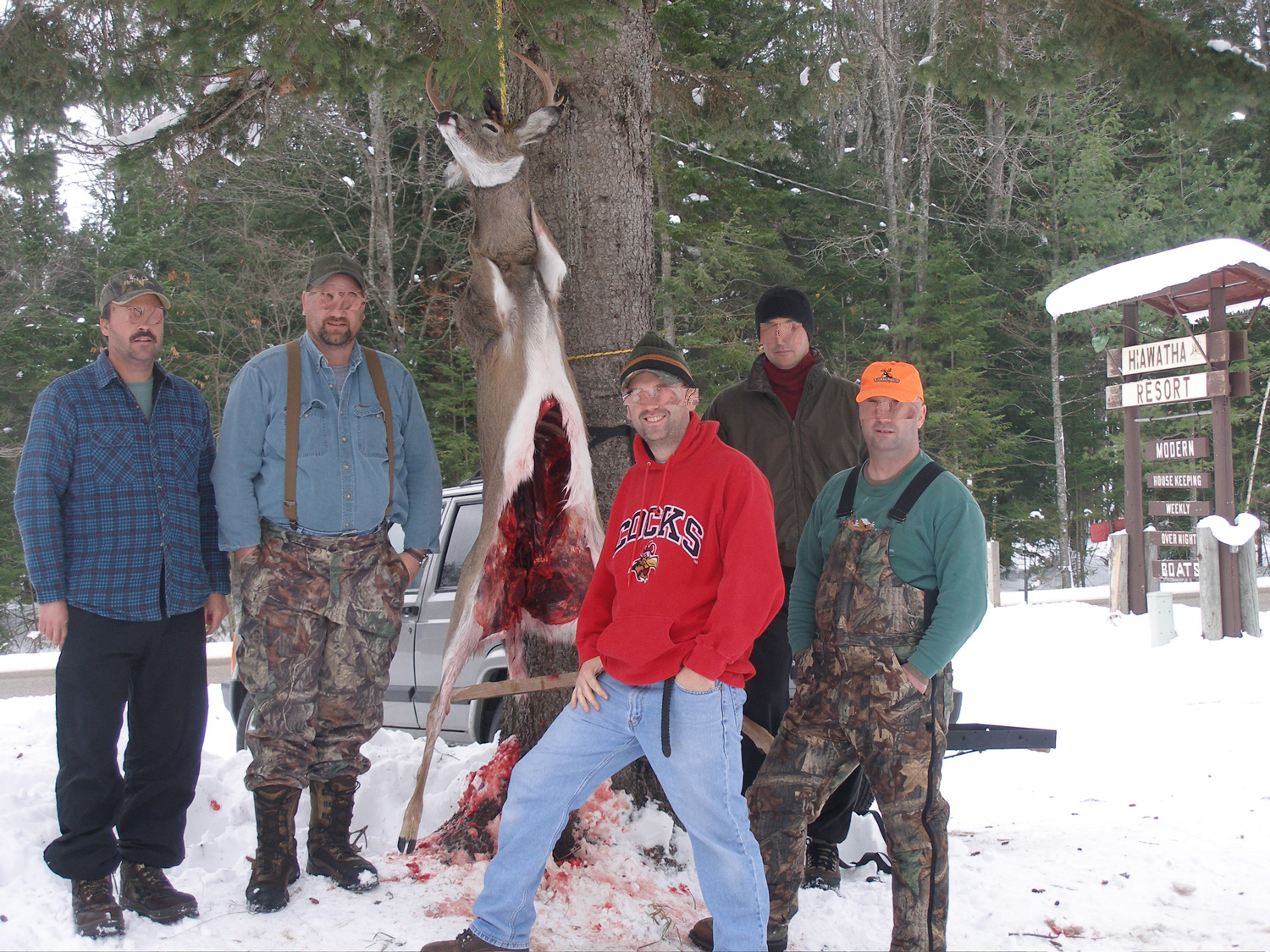
Aushängen des Wildes in Michigan

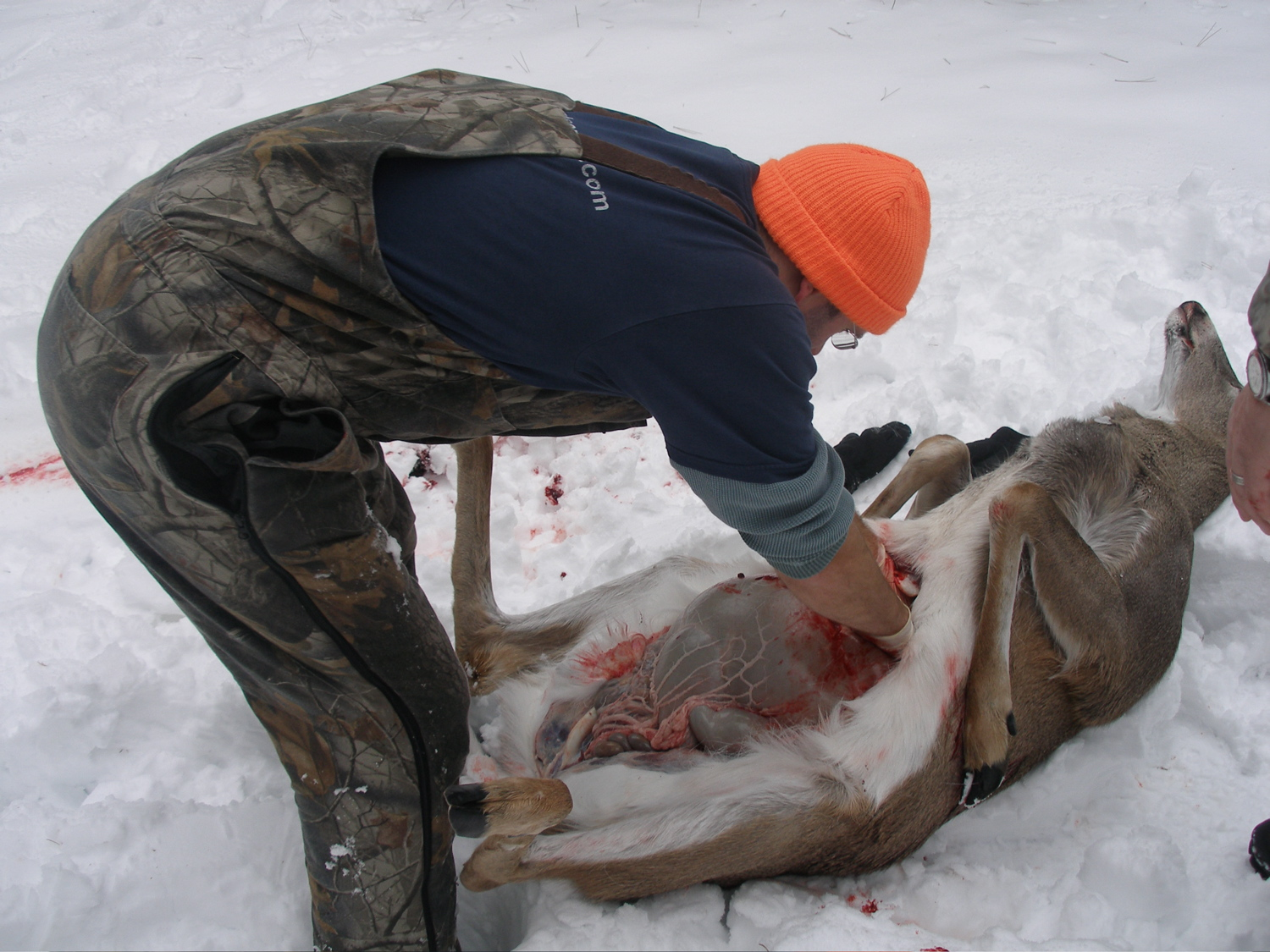
Mit einem Schnitt rings um den Anus wird das frisch geschossene Wild aufgebrochen

Die Rote Arbeit ist ein Begriff in zweifacher Bedeutung aus der Jägersprache.
1. wird damit die Schweißarbeit, das heißt die Nachsuche mit dem Schweißhund auf der Schweißfährte, gemeint,
2. ist das Aufbrechen, das heißt das Ausnehmen und Ausblutenlassen des erlegten Wildes, gemeint.[1]

## Schweißarbeit
Die Nachsuche ist die Arbeit des Schweißhundes am langen Schweißriemen auf der natürlichen oder künstlichen Schweißfährte. Am Anschuss wird der fährtentreue Hund vom Nachsuchenführer mit den Worten „such verwund!“ zur Fährte gelegt. Er muss mit tiefer Nase zum verendeten Stück Wild finden. Falls das Stück aus dem Wundbett noch flüchtig wird, wird der Hund geschnallt (vom Riemen gelöst). Er jagt und stellt das Wild, bis der Nachsuchenführer den Fangschuss anbringen kann.

## Aufbrechen

### Hintergrund
Das Aufbrechen soll, um der Fleischhygiene zu genügen, unverzüglich nach Eintritt des Todes erfolgen, um ein Einwandern von z. B. Darmbakterien in das Muskelfleisch zu verhindern. Das Aufbrechen bezieht sich insbesondere auf Schalenwild. Beim Aufbrechen wird die Körperhöhle des Wildes eröffnet und die Eingeweide herausgenommen, was die Körpertemperatur schneller reduziert und mögliche Verunreinigungen durch Fäkalien oder Galle auszuschließen sucht. Bei Niederwild kann die Weiterverarbeitung nach dem Heimtransport erfolgen, ein feldmäßiges Aufbrechen ist zumeist nicht möglich.

### Vorgehensweise
Aktuell hat sich aus Gründen der Fleischhygiene für alles Wild folgende Methode durchgesetzt, ohne dass die jägersprachlichen Begriffe geändert wurden:
- Aufhängen des Tierkörpers mit dem Kopf („Haupt“) nach unten
- Eröffnen der Leibeshöhle (mit Durchtrennen der Rippen und/oder des Brustbeins) vom Becken bis zum Kehlkopf, vorheriges Entfernen von Penis und Hoden
- Entfernen sämtlicher innerer Organe. Oft wird ein Kreisschnitt rings um den Afterschließmuskel Sphinkter („ringeln“) vorgenommen, um den Darm vollständig und sauber auszulösen. Auf das Aufbrechen der Schambeinfuge, dem Schloss wird dabei verzichtet.
- Ausbluten und Säuberung der Leibeshöhle mit Trinkwasser

Durch das Hängen kopfunter wird die Entfernung der Beckenorgane durch die Schwerkraft erleichtert. Größere Schnittflächen werden vermieden, was der Fleischqualität dienlich ist.

### Wildspezifische Vorgehensweise
Jägersprachlich wird das Ausnehmen beim Schalenwild „Aufbrechen“ genannt. Dabei ist es im Gegensatz zum Ringeln üblich, dass zur Entfernung von Blase und Enddarm der Beckenknochen an der Symphysis mit einem Messer durchtrennt wird, sofern der Knorpel noch nicht zu verknöchert ist  – das Schloss, die Knochenfuge zwischen den Beckenhälften (Schambeinfuge) wird geöffnet und die Entfernung des Mastdarmes bis zum Weidloch gelingt einfacher, bei starker Verknöcherung wird gesägt, bzw. 'gebrochen'. Heute hat sich das hygienischere Ringeln weitgehend durchgesetzt, insbesondere wenn das Aufbrechen noch im Revier erfolgt. Der Jäger öffnet dann die Bauchdecke des Wildes und entfernt vom Kehlkopf bis zum Enddarm den Aufbruch d. h. alle Innereien. Beim männlichen Schalenwild werden außerdem die Hoden („Brunftkugeln“, „Steine/Klötze“) und der Penis („Pinsel“, „Brunftrute“) entfernt. Das Ausbluten kann durch Eröffnen von Blutgefäßen im Beckenbereich („Brandadern“) beschleunigt werden.
In der Vergangenheit wurde  Flugwild „ausgehakt“, was heute als unhygienisch nicht mehr statthaft ist. Das Aushaken von Flugwild geschah derart, dass ein Haken aus Metall (oft Bestandteil des Jagdklappmessers) oder ein hakenförmiges Hölzchen in die Kloake des Vogels eingeführt, gedreht und dann das Gedärm herausgezogen und abgerissen wurde.
Ebenso unhygienisch  ist das heute nicht mehr übliche „Auswerfen“ von Niederwild, wie Hase und Kaninchen. Dabei wurde ein kleiner Querschnitt in die Bauchdecke vorgenommen; die Innereien werden durch Schleudern des Wildkörpers herausgeworfen.

### Weitere Schritte
Der „Aufbruch“ verbleibt üblicherweise im Jagdbezirk und dient anderen Fleischfressern zur Ernährung (z. B. Füchsen, Marderartigen, Wildschweinen, Greif- und Rabenvögeln). Er kann bis zu einem Viertel des Lebendgewichtes ausmachen. Das Eingeweide (das Geräusch) stand früher meist dem Jäger/Erleger selbst zu. Magen und Därme (das Große Gescheide) werden heute feldmäßig entsorgt oder an vorhandene Jagdhunde verfüttert. Es ist beim Ablegen auf die Belange von Waldbesuchern und evtl. deren Hunde zu achten. Innereien von Tieren, die erkennbar an Infektionskrankheiten leiden, sowie solche vom Schwarzwild werden vorschriftsmäßig tief vergraben (0,5 m verdichtetes Erdreich über dem Material) oder der Tierkörperverwertung zugeführt. Aufgrund des Vorkommens von Chronic Wasting Disease u. a. bei Hirschen wird das Tragen von Handschuhen empfohlen.
Abhäuten (je nach Wildart „abbalgen“, „abschwarten“ oder „aus der Decke schlagen“) und Zerlegen („Zerwirken“) sind Arbeitsschritte, die nicht unter den Begriff der „Roten Arbeit“ fallen.